# Szeniczei Lajos
Szeniczei Lajos (születési neve: Schuszter Lajos) (Budapest, 1898. január 27. – Budapest, 1960. január 17.) magyar gépészmérnök, a műszaki tudományok doktora (1957), a Magyar Tudományos Akadémia Tudományos Minősítő Bizottságának (MTA-TMB) tagja, a Miskolci Nehézipari Műszaki Egyetem meghívott előadója.

## Életpályája
1922-ben diplomázott a budapesti Műegyetemen. 1922-től több vállalatnál dolgozott. 1947–1952 között a Fogaskerékgyár főmérnöke volt. Ezután rövid ideig a Középgépipari Minisztériumban szolgált. 1948-tól a Műszaki Főiskolán a gépelemek és az általános géptan tanára volt. 1950–1954 között a fogaskerekek és hajtóművek magyar szabványainak előkészítésén dolgozott. 1953–1958 között a Nehézipari Műszaki Egyetem bányamérnöki karán oktatott Sopronban. 1953–1960 között a Kohó- és Gépipari Minisztérium tervezőirodáinak és az Általános Gépipari Tervező Irodának tanácsadó mérnöke volt. 1957–1960 között a Gép című folyóirat szerkesztője volt. 1959-től Miskolcon a gépelemek előadója volt.

### Munkássága
Szakirodalmi, tudományos és oktatói tevékenységet is folytatott. Hazánkban elsőként tárta fel az általános fogazások (1941–1945) kérdéskörét. A csúszáskiegyenlítés alapgondolata (1941), a fogazási tartományok függvénytani elemzése, a csigahajtás elméleti és gyártási problémáinak vizsgálata, a kúpkerekek szilárdsági számításainak új módszere jellemezte munkásságát.

## Családja
Szülei Schuszter Mihály és Gercsák Mária voltak. 1933. június 29-én, Budapesten házasságot kötött Kindl Emma Arankával.
Sírja a Rákoskeresztúri temetőben található (6/VIII-1-117/118).

## Művei
- Az általános fogazás (Budapest, 1941 és 1945)
- Fogaskerekek és dörzskerekek (Bányászati Kézikönyv I. Budapest, 1956)
- A fogaskerékgyártás zsebkönyve (Budapest, 1956)
- Csigahajtóművek (Budapest, 1957)
- Kúpkerékhajtások szilárdsági méretezése (műszaki doktori értekezés; Nehézipari Műszaki Egyetem Közleménye, 1959)
- Beszélgessünk a fogaskerekekről (Budapest, 1959)